# Leukotrien B4
Leukotrien B4 je leukotrien koji učestvuje u inflamacionim procesima. Njega proizvode leukociti u odgovoru na inflamatorne posrednike. On ima sposobnost indukovanja adhezije i aktivacije leukocita na endotelu, čime im omogućava da se vežu za i da pređu u tkivo. U neutrofilima, on je isto tako potentan hemoatraktant, i ima sposobnost indukovanja formiranja reaktivnih oblika kiseonika, i oslobađanja enzima lizozoma iz tih ćelija.